# Come trovare nel modo giusto l'uomo sbagliato
Come trovare nel modo giusto l'uomo sbagliato è un film del 2011 diretto da Salvatore Allocca e Daniela Cursi Masella.

## Trama
Sofia, Penelope ed Alice sono amiche inseparabili. Sofia è una ragazza laureata in Economia e Commercio. Reduce da un tradimento del suo fidanzato, sta scrivendo un trattato sulle similitudini caratteriali tra l'uomo ed il cavallo. Alice è una fotografa ormai prossima al matrimonio con Paolo. Penelope è un avvocato alla ricerca dell'uomo giusto; nel frattempo si concede qualche avventura con i criminali che difende. Sofia condivide l'appartamento con Alex, medico, fratello di Alice, sopportando i continui andirivieni delle sue amiche. Sofia viene sfrattata dal suo appartamento e va nell'appartamento di Alice insieme al fratello. Le amiche non sembrano favorevoli al matrimonio di Alice, perché vedono il suo fidanzato Paolo completamente opposto a lei: infatti il suo matrimonio  si rivela ben presto un fallimento.
La convivenza tra Alex e Sofia invece funziona, nonostante i continui via vai delle sue ragazze. Durante una cena da Alice, Sofia conosce Bruno, un ingegnere francese che si trova a Roma per lavoro. Bruno, sembra sia l'uomo ideale. Alice si sfoga con le sue amiche perché per il marito pare che tutto venga prima di lei: lavoro, amici, calcetto. Un giorno scopre che gli ha mentito su un viaggio in Sardegna. La relazione tra Sofia e Bruno prosegue. Bruno presenta la sua collega architetto Myriam ad Alex e i due finiscono a letto insieme, provocando una certa gelosia in Sofia. Penelope scopre di essere incinta di due gemelli ma non sa bene chi sia il padre viste le sue numerose storie e ne rimane veramente sconvolta. Bruno propone a Sofia di andare a vivere con lui, poi parte per Firenze perché deve risolvere alcune questioni. Spinta da Alice, Sofia decide di raggiungerlo per fargli una sorpresa ma scopre che è sposato con un figlio piccolo e rimane profondamente delusa. Intanto Alice mette fine al suo matrimonio e al suo lavoro, e propone a Sofia di trasferirsi da lei poiché ha intenzione di ricominciare a viaggiare. Ma mentre Sofia prepara la valigia e fa per andarsene, Alex gli confessa il suo amore per lei e i due si mettono insieme scoprendo di essere fatti l'uno per l'altra.

## Distribuzione
Il film è uscito in sala il 26 agosto 2011, distribuito dalla 20th Century Fox.
La colonna sonora è stata composta da Franco Eco e pubblicata il 27 agosto 2011 da Warner Chappell Music Italiana.

## Promozione
Il trailer del film è stato diffuso online il 5 agosto 2011.

## Il libro
Il film è tratto dall'omonimo libro di Daniela Cursi Masella. ed. Viviani, 2011.